# Districtul Oued Taria
Oued Taria este un district din provincia Mascara, Algeria.